# فنی هورتا
فنی هورتا (انگلیسی: Fanny Horta؛ زادهٔ ۲۲ ژانویهٔ ۱۹۸۶) ورزشکار راگبی ۱۵ نفره اهل فرانسه است که در رقابت‌های المپیک تابستانی ۲۰۲۰ توکیو به‌همراه تیم ملی راگبی زنان فرانسه برندهٔ نشان نقره شد.